# Віллард Роквелл
Віллард Фредерік Роквелл-старший (31 березня 1888 — 16 жовтня 1978) був американським бізнесменом-інженером, який допоміг сформувати та назвати компанію Rockwell International. Він створив і керував кількома провідними компаніями з широким асортиментом продукції для автомобільної та авіаційної та суміжних галузей. До 1970-х років він став провідною фігурою в американській оборонній промисловості.